# Godefroy-Emile Mpwati
Godefroy-Émile Mpwati (Bilala, 13 aprile 1928 – Pointe-Noire, 10 agosto 1995) è stato un vescovo cattolico della Repubblica del Congo.

## Biografia
Nacque a Bilala nel 1928. Fu ordinato sacerdote nel 1961 a Pointe-Noire. Fu nominato parroco. Nel 1975 divenne vescovo di Pointe-Noire.

## Genealogia episcopale
La genealogia episcopale è:
- Cardinale Scipione Rebiba
- Cardinale Giulio Antonio Santori
- Cardinale Girolamo Bernerio, O.P.
- Arcivescovo Galeazzo Sanvitale
- Cardinale Ludovico Ludovisi
- Cardinale Luigi Caetani
- Cardinale Ulderico Carpegna
- Cardinale Paluzzo Paluzzi Altieri degli Albertoni
- Papa Benedetto XIII
- Papa Benedetto XIV
- Cardinale Enrico Enriquez
- Arcivescovo Manuel Quintano Bonifaz
- Cardinale Buenaventura Córdoba Espinosa de la Cerda
- Cardinale Giuseppe Maria Doria Pamphilj
- Papa Pio VIII
- Papa Pio IX
- Cardinale Alessandro Franchi
- Cardinale Giovanni Simeoni
- Cardinale Antonio Agliardi
- Cardinale Basilio Pompilj
- Cardinale Adeodato Piazza, O.C.D.
- Cardinale Sergio Pignedoli
- Cardinale Émile Biayenda
- Vescovo Godefroy-Emile Mpwati